# Йозеф Смістик
Йозеф Смістик (нім. Josef Smistik, 28 листопада 1905 — 28 листопада 1985) — австрійський футболіст, що грав на позиції
півзахисника.
Виступав, зокрема, за клуб «Рапід» (Відень), а також національну збірну Австрії.
Триразовий чемпіон Австрії. Володар Кубка Австрії. Володар Кубка Мітропи.

## Клубна кар'єра
Народився 28 листопада 1905 року. Вихованець футбольної школи клубу «Штадлау».
У дорослому футболі дебютував 1926 року виступами за команду клубу «Рапід» (Відень), в якій провів одинадцять сезонів, взявши участь у 201
матчі чемпіонату. За цей час тричі виборював титул  чемпіона Австрії, ставав володарем Кубка Австрії, володарем Кубка Мітропи.
Згодом з 1938 по 1941 рік грав у складі команд клубів «Езв Стадлау» та «Флорісдорфер».
1941 року перейшов до клубу «Кремсер», за який відіграв 4 сезони. Завершив професійну кар'єру футболіста виступами за команду «Кремсер» у 1945 році.
Помер 28 листопада 1985 року на 81-му році життя.

## Виступи за збірну
1928 року дебютував в офіційних матчах у складі  національної збірної Австрії. Протягом кар'єри у національній команді, яка тривала 9 років, провів у формі головної команди країни 39 матчів, забивши 2 голи.
Був одним з провідних гравців так званої «Вундертім» (диво-команди), як на початку 1930-х років називали збірну Австрії. Протягом 1931—1933 років команда впевнено виграла кубок Центральної Європи, а також завдала розгромних поразок збірним Шотландії (5:0), Німеччини (6:0, 5:0), Угорщини (8:2), Бельгії (6:1), Франції (4:0).
У складі збірної був учасником чемпіонату світу 1934 року в Італії. Австрія вважалась одним з фаворитів турніру, але поступилась господарям змагань італійцям у півфіналі з рахунком 0:1.

## Статистика виступів

### Статистика клубних виступів
| Клуб              | Сезон             | Чемпіонат | Чемпіонат | Кубок | Кубок | Кубок Мітропи | Кубок Мітропи | Всього | Всього |
| Клуб              | Сезон             | Матчі     | Голи      | Матчі | Голи  | Матчі         | Голи          | Матчі  | Голи   |
| ----------------- | ----------------- | --------- | --------- | ----- | ----- | ------------- | ------------- | ------ | ------ |
| «Рапід»           |                   |           |           |       |       |               |               |        |        |
| 1926–1927         | 20                | 2         | 6         | 1     | -     | -             | 26            | 3      |        |
| 1927–1928         | 24                | 1         | 3         | 0     | 6     | 0             | 33            | 1      |        |
| 1928–1929         | 17                | 5         | 6         | 1     | 7     | 1             | 30            | 7      |        |
| 1929–1930         | 18                | 4         | 4         | 0     | 5     | 0             | 27            | 4      |        |
| 1930–1931         | 18                | 2         | 9         | 1     | 6     | 1             | 33            | 4      |        |
| 1931–1932         | 21                | 0         | 3         | 1     | -     | -             | 24            | 1      |        |
| 1932–1933         | 18                | 2         | 1         | 0     | -     | -             | 19            | 2      |        |
| 1933–1934         | 20                | 0         | 5         | 0     | 4     | 0             | 29            | 0      |        |
| 1934–1935         | 14                | 1         | 4         | 0     | 2     | 0             | 20            | 1      |        |
| 1935–1936         | 15                | 2         | 2         | 0     | 2     | 0             | 19            | 2      |        |
| 1936–1937         | 16                | 1         | 4         | 0     | -     | -             | 20            | 1      |        |
| Всього за «Рапід» | Всього за «Рапід» | 201       | 20        | 47    | 4     | 32            | 2             | 280    | 26     |

### Статистика виступів у кубку Мітропи
| №                      | Розіграш               | Стадія                 | Дата та місце проведення | Команда 1              | Рахунок | Команда 2         | Голи |
| ---------------------- | ---------------------- | ---------------------- | ------------------------ | ---------------------- | ------- | ----------------- | ---- |
| 1                      | 1927                   | 1/4                    | 14.08.1927 Відень        | Рапід (Відень)         | 8:1     | Хайдук (Спліт)    |      |
| 2                      | 1927                   | 1/4                    | 21.08.1927 Спліт         | Хайдук (Спліт)         | 0:1     | Рапід (Відень)    |      |
| 3                      | 1927                   | 1/2                    | 28.09.1927 Прага         | Славія (Прага)         | 2:2     | Рапід (Відень)    |      |
| 4                      | 1927                   | 1/2                    | 2.10.1927 Відень         | Рапід (Відень)         | 2:1     | Славія (Прага)    |      |
| 5                      | 1927                   | фінал                  | 30.10.1927 Прага         | Спарта (Прага)         | 6:2     | Рапід (Відень)    |      |
| 6                      | 1927                   | фінал                  | 13.11.1927 Відень        | Рапід (Відень)         | 2:1     | Спарта (Прага)    |      |
| 7                      | 1928                   | 1/4                    | 20.08.1928 Відень        | Рапід (Відень)         | 6:4     | Хунгарія          |      |
| 8                      | 1928                   | 1/4                    | 25.08.1928 Будапешт      | Хунгарія               | 3:1     | Рапід (Відень)    | 69'  |
| 9                      | 1928                   | 1/4                    | 1.09.1928 Відень         | Рапід (Відень)         | 1:0     | Хунгарія          |      |
| 10                     | 1928                   | 1/2                    | 8.09.1928 Прага          | Вікторія (Жижков)      | 4:3     | Рапід (Відень)    |      |
| 11                     | 1928                   | 1/2                    | 16.09.1928 Відень        | Рапід (Відень)         | 3:2     | Вікторія (Жижков) |      |
| 12                     | 1928                   | 1/2                    | 23.09.1928 Відень        | Рапід (Відень)         | 3:1     | Вікторія (Жижков) |      |
| 13                     | 1928                   | фінал                  | 28.10.1928 Будапешт      | Ференцварош            | 7:1     | Рапід (Відень)    |      |
| 14                     | 1929                   | 1/4                    | 23.06.1929 Відень        | Рапід (Відень)         | 5:1     | Дженоа            |      |
| 15                     | 1929                   | 1/4                    | 18.07.1929 Генуя         | Дженоа                 | 0:0     | Рапід (Відень)    |      |
| 16                     | 1929                   | 1/2                    | 21.08.1929 Будапешт      | Уйпешт                 | 2:1     | Рапід (Відень)    |      |
| 17                     | 1929                   | 1/2                    | 25.08.1929 Відень        | Рапід (Відень)         | 3:2     | Уйпешт            |      |
| 18                     | 1929                   | 1/2                    | 26.09.1929 Будапешт      | Уйпешт                 | 3:1     | Рапід (Відень)    |      |
| 19                     | 1930                   | 1/4                    | 13.07.1930 Генуя         | Дженоа                 | 1:1     | Рапід (Відень)    |      |
| 20                     | 1930                   | 1/4                    | 3.09.1930 Відень         | Рапід (Відень)         | 6:1     | Дженоа            |      |
| 21                     | 1930                   | 1/2                    | 8.09.1930 Відень         | Рапід (Відень)         | 5:1     | Ференцварош       |      |
| 22                     | 1930                   | 1/2                    | 15.10.1930 Будапешт      | Ференцварош            | 1:0     | Рапід (Відень)    |      |
| 23                     | 1930                   | фінал                  | 2.11.1930 Прага          | Спарта (Прага)         | 0:2     | Рапід (Відень)    |      |
| 24                     | 1930                   | фінал                  | 12.11.1930 Відень        | Рапід (Відень)         | 2:3     | Спарта (Прага)    | 68'  |
| 25                     | 1934                   | 1/8                    | 19.06.1934 Прага         | Славія (Прага)         | 1:3     | Рапід (Відень)    |      |
| 26                     | 1934                   | 1/8                    | 24.06.1934 Відень        | Рапід (Відень)         | 1:1     | Славія (Прага)    |      |
| 27                     | 1934                   | 1/4                    | 1.07.1934 Болонья        | Болонья                | 6:1     | Рапід (Відень)    |      |
| 28                     | 1934                   | 1/4                    | 8.07.1934 Відень         | Рапід (Відень)         | 4:1     | Болонья           |      |
| 29                     | 1935                   | 1/8                    | 16.06.1935 Брно          | Жиденіце (Брно)        | 3:2     | Рапід (Відень)    |      |
| 30                     | 1935                   | 1/8                    | 23.06.1935 Відень        | Рапід (Відень)         | 2:2     | Жиденіце (Брно)   |      |
| 31                     | 1936                   | 1/8                    | 21.06.1936 Відень        | Рапід (Відень)         | 3:1     | Рома              |      |
| 32                     | 1936                   | 1/8                    | 28.06.1936 Рим           | Рома                   | 5:1     | Рапід (Відень)    |      |
| Всього у кубку Мітропи | Всього у кубку Мітропи | Всього у кубку Мітропи | Всього у кубку Мітропи   | Всього у кубку Мітропи | 32      |                   | 2    |

## Титули і досягнення
- Чемпіон Австрії (3):

«Рапід» (Відень): 1928–1929, 1929–1930, 1934–1935
- Володар Кубка Австрії (1):

«Рапід» (Відень): 1926–1927
- Володар Кубка Мітропи (1):

«Рапід» (Відень): 1930
- Фіналіст Кубка Мітропи (2):

«Рапід» (Відень): 1927, 1928
- Володар Кубка Центральної Європи (1):

Австрія: 1931–1932
- 4-е місце Чемпіонату світу (1):

Австрія: 1934